# Jože Čuješ
Jože Čuješ, avstralski Slovenec, učitelj, urednik, novinar, * 21. februar 1923, Celje, † 8. oktober 1995, Brisbane, Avstralija.

## Življenje in delo
Rodil se je v delavski družini v Celju. Učiteljišče je končal v Ljubljani. Zaradi takratnih političnih razmer se je leta 1945 preselil v Majnico na Koroškem. Tri leta in pol je delal v Celovcu kot urednik slovenskega časopisa v Avstriji, Koroška kronika, sodeloval pri slovenskih radijskih oddajah za Korošce, pomagal pri obnovitvi Mohorjeve družbe in uvedbi slovenskega jezika na dvojezičnih šolah. Leta 1947 je izdal Slovensko slovnico za učitelje na teh šolah in Pregled slovenskega slovstva (COBISS).
Od 1949 je živel v Avstraliji. Leta 1952 je soustanovil Mesečnik za versko in kulturno življenje Slovencev v Avstraliji Misli (Thoughts), 1953 Zvezo Slovencev in v letih 1954–1956 pisal za društveni časopis Slovenska kronika. Leta 1956 je soustanovil Slomškovo šolo in 1960 Slovensko društvo Sydney, ki je nadaljevalo delo Zveze Slovencev. Leta 1961 je sodeloval pri režiranju Finžgarjeve Verige, prve slovenske igre v Avstraliji. 1962 leta pa je bil med pobudniki nerealizirane Akcije za dom, tj. ideje o slovenskem domu. Pod sponzorstvom slovenskega društva Sydney je leta 1964 izdal učbenik Prvi koraki, namenjen učiteljem in učencem Slomškove šole. V 70. in 80. letih je poučeval slovenski jezik v slovenskih dopolnilnih šolah v sydneyjskih okrajih, ki so nadaljevale delo Slomškovih šol. V letu 1973 je zaradi sporov glede sodelovanja med avstralskimi Slovenci in domovino soustanovil Slovenski klub Triglav in istoimenski časopis. Leta 1976 je podprl ustanovitev Slovenskega akademskega društva, ki je skrbelo za druženje bivših in bodočih slovenskih diplomantov, živečih v Avstraliji. Leta 1978 je postal član Slovenskega šolskega odbora za Novi Južni Wales, ki je združil vse slovenske nepolitične organizacije. Znotraj tega odbora je leta 1979 dosegel priznanje slovenskega jezika kot fakultativnega maturitetnega predmeta. Po 1989. letu so slovenščino začeli poučevati na oddelku slavističnih študij na univerzi Macquarie v Sydneyju. V 70. letih je sodeloval pri ustanavljanju slovenskega radia v Sydneyju in nato trinajst let opravljal delo napovedovalca z dvournimi tedenskimi etničnimi oddajami za Slovence. Od 1978 je dvanajst let delal kot urednik Slovenskih strani jugoslovanskega tednika Nova doba. V 80. letih je soustanovil literarno-umetniško revijo Sodobni razgovori in pisal članke v njenem Slovensko-avstralskem literarnem in umetniškem krožku.